# Hanley Hills
Hanley Hills ist eine Gemeinde mit dem Status „Village“ im St. Louis County im US-Bundesstaat Missouri. Das U.S. Census Bureau hat bei der Volkszählung 2020 eine Einwohnerzahl von 2.009 ermittelt.

## Geographie
Die Koordinaten von Hanley Hills liegen bei 38°41'11" nördlicher Breite und 90°19'35" westlicher Länge.
Nach Angaben der United States Census 2010 erstreckt sich das Stadtgebiet von Hanley Hills über eine Fläche von 0,93 Quadratkilometer (0,36 sq mi). Hanley Hills grenzt im Süden an Vinita Terrace und University City, im Süden und Osten an Pagedale und im Westen an Vinita Park.

## Bevölkerung
Nach der United States Census 2010 lebten in Hanley Hills 2101 Menschen verteilt auf 867 Haushalte und 571 Familien. Die Bevölkerungsdichte betrug 2259,1 Einwohner pro Quadratkilometer (5836,1/sq mi).
Die Bevölkerung setzte sich 2010 aus 12,0 % Weißen, 85,3 % Afroamerikanern, 0,4 % Asiaten, 0,1 % amerikanischen Ureinwohnern und 0,3 % aus anderen ethnischen Gruppen und 1,9 % stammten von zwei oder mehr Ethnien. Bei 1,3 % der Bevölkerung handelte es sich um Hispanics oder Latinos. Von den 867 Haushalten lebten in 34,1 % Kinder unter 18 und in 7,7 % der Haushalten lebten Personen über 65 alleine.
Von den 2101 Einwohnern waren 25,1 % unter 18 Jahre, 8,9 % zwischen 18 und 24 Jahren, 25,8 % zwischen 25 und 44 Jahren, 30,9 % zwischen 45 und 64 Jahren und in 9,2 % der Menschen waren 65 Jahre oder älter. Das Durchschnittsalter betrug 38,1 Jahre und 44,6 % der Einwohner waren männlich.

## Belege
1. ↑  Explore Census Data Total Population in Hanley Hills village, Missouri. Abgerufen am 2. Februar 2023.
2. ↑   United States Census
3. ↑   American Fact Finder